# Giraffatitan
Giraffatitan (nume care înseamnă „girafă titanică”) este un gen de dinozaur sauropod care a trăit în Jurasicul târziu (etapele Kimmeridgian - Tithonian). Inițial a fost considerată o specie africană de Brachiosaurus (B. brancai), însă studiile ulterioare au exclus această clasificare. Giraffatitan a fost cunoscut timp de multe decenii ca fiind cel mai mare dinozaur, dar descoperirile recente ale mai multor dinozauri mai mari dovedesc contrariul; titanosaurii uriași par să fi depășit Giraffatitanul din punct de vedere al masei. De asemenea, se estimează că dinozaurul sauropod Sauroposeidon a fost mai înalt și posibil mai greu decât Giraffatitan.
Toate dimensiunile estimate pentru Giraffatitan se bazează pe specimenul HMN SII, un individ subadult între 21,8 și 22,5 metri în lungime și aproximativ 12 metri înălțime. Estimările de masă sunt variate intervalul fiind de la doar 15 tone până la 78,3 tone, dar există dovezi care susțin că aceste animale puteau crește mai mult; specimenul HMN XV2, reprezentat de o fibulă cu 13% mai mare decât materialul corespunzător de pe HMN SII, ar fi putut atinge 26 de metri în lungime sau mai mult.

## Descriere

### Dimensiune

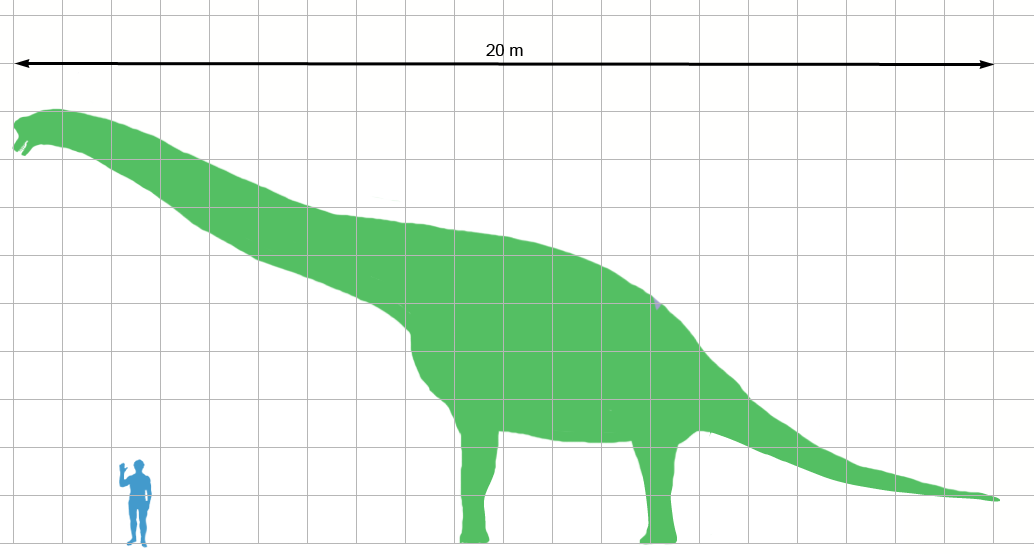
Compararea mărimii cu o ființă umană

Între 1914 și 1990, s-a crezut că Giraffatitan a fost cel mai mare dinozaur cunoscut, (ignorând Maraapunisaurus posibil mai mare, dar pierdut) și, prin urmare, cel mai mare animal terestru din istorie. În ultima parte a secolului al XX-lea, mai mulți titanosaurieni gigantici găsiți par să depășească Giraffatitan în ceea ce privește masa pură. Cu toate acestea, Giraffatitan și Brachiosaurus sunt încă cele mai mari sauropode brahiosauride cunoscute dintr-un material relativ complet.
Toate dimensiunile estimate pentru Giraffatitan se bazează pe scheletul montat la Berlin, care este parțial construit din oase autentice. Acestea au fost preluate în mare parte din exemplarul HMN SII, un individ subadult între 21,8-22,46 metri în lungime și aproximativ doisprezece metri înălțime. Lungimea des menționată de 22,46 metri a fost făcută de Werner Janensch, om de știință german care a descris Giraffatitanul, și a fost rezultatul unei simple erori de adăugare: numărul corect ar fi trebuit să fie 22,16 metri. Estimările de masă sunt mai problematice și, din punct de vedere istoric, au variat puternic de la doar 15 tone la 78 tone.
Aceste estimări extreme sunt astăzi considerate improbabile din cauza metodologiilor defectuoase. Există, de asemenea, un număr mare de astfel de estimări, deoarece scheletul s-a dovedit a fi un subiect irezistibil pentru cercetătorii care doresc să-și testeze noile metode de măsurare. 
Estimări mai recente bazate pe modele reconstituite din măsurători ale volumului osos, care iau în considerare sistemele extinse, de reducere a greutății prezente în sauropode și masa musculară estimată, sunt în intervalul de 23,3-39,5 tone. În 1988, GS Paul a măsurat un volum de 36,585 m³ prin introducerea unui model special construit în apă. El a estimat o greutate de 31,5 tone, presupunând o densitate scăzută. În 1995, o scanare cu laser a scheletului a fost utilizată pentru a construi un model virtual din forme geometrice simple, găsind un volum de 74,42 m³ și ajungând la o greutate de 63 de tone. În 2008, Gunga a revizuit volumul, folosind forme mai complexe, la 47,9 m³.
Cu toate acestea, HMN SII nu este cel mai mare specimen cunoscut (o afirmație susținută de statutul său de subadult), ci HMN XV2, reprezentat de o fibulă cu 13% mai mare decât materialul corespunzător de pe HMN SII, care ar fi putut atinge 26 metri în lungime. În 2020, Molina-Perez și Larramnedi au estimat dimensiunea specimenului HMN XV2 la 25 de metri și 48 de tone, cu o înălțime a umerilor de 6,8 metri.